# Tipus de càmeres
Tot i que els elements bàsics de qualsevol càmera són sempre els mateixos, existeixen diferents tipus de càmeres amb una estructura i unes possibilitats de treball diferents. A l'hora de classificar-les, aquestes es poden classificar en funció de moltes coses; com ara, de si són analògiques o digitals, de la mida del sensor o de la pel·lícula, de la mesura de la càmera o en funció del grau d'automatització que aquesta tingui.

## Compactes o de visor independent

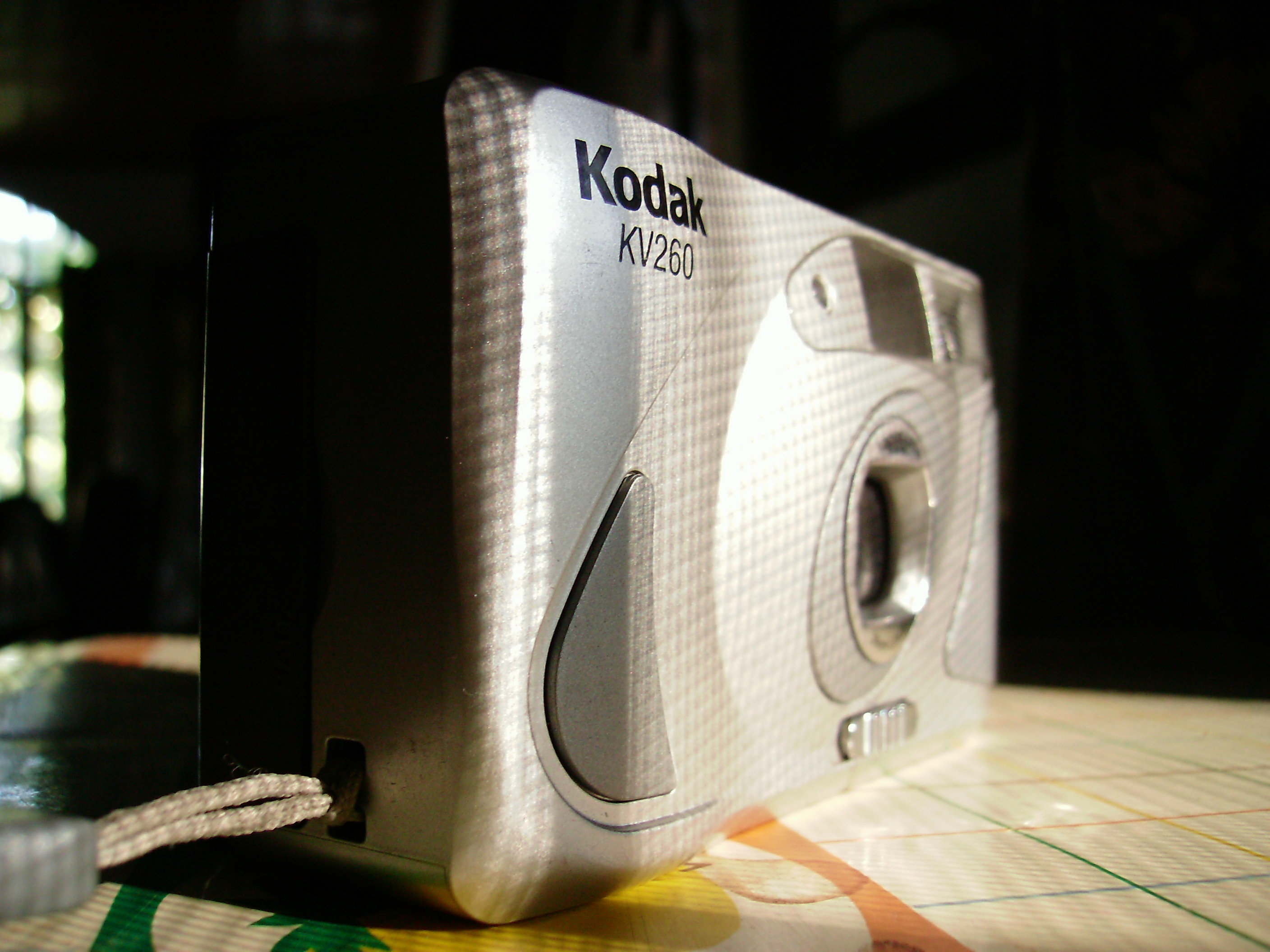
Càmera compacta

Una càmera compacta és una càmera petita i lleugera, en general totalment automàtica, que proporcionen la llum i l'enfocament necessari, on l'objectiu està en un visor separat o en una pantalla LCD. És adequat per a persones que volen un simple dispositiu sense haver-se de preocupar sobre la tecnologia, l'obertura, el temps d'exposició, la sensibilitat.
Aquest tipus de càmeres es caracteritza pel seu objectiu fixe (no inercanviable) i de visor independent. La majoria d'elles disposen d'obturador central, i els formats més habituals en aquest tipus de càmeres són 110, 126, 135 (pas universal).
El sistema d'enfocament pot variar segons el model. Els més senzills no porten anella d'enfocament, en d'altres s'enfoca calculant la distància fins al subjecte per determinar una escala que porta incorporada l'anella d'enfocament. En la major part de les càmeres compactes actuals la càmera porta incorporat un telèmetre que enfoca automàticament.
No obstant, algunes càmeres tenen funcions auxiliars: Wi-Fi, pantalla tàctil, reproducció de música i vídeo, ràdio. Altres dispositius estan equipats amb funcions avançades (mode manual, el control de format RAW).

## Réflex

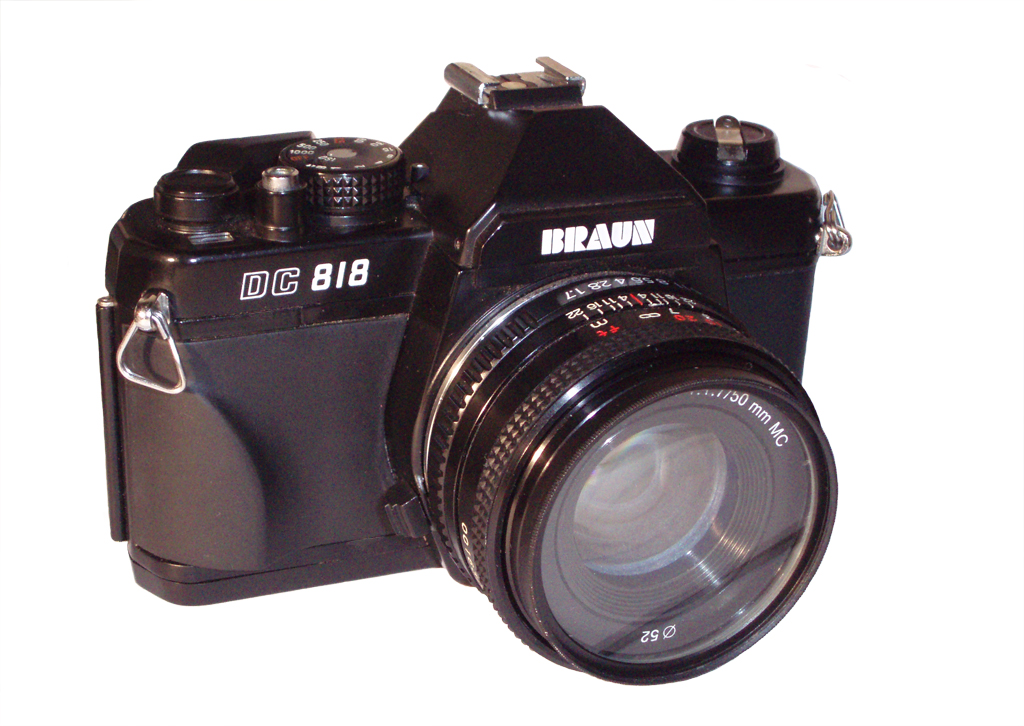
Réflex analògica

Una càmera rèflex és una càmera fotogràfica on la imatge al visor és produïda pel mateix objectiu, de manera que no hi ha el típic error de paralatge i veiem el mateix que sortirà a la foto. Hi ha dos tipus de càmeres rèflex: les SLR (réflex d'un objectiu) i les TLR (réflex de dos objectius).
Així doncs, aquesta té un prisma i un mirall que desvien una part de la llum que entra per l'objectiu cap al visor. Per tant, en aquest es veu exactament el mateix que després impressionarà la pel·lícula. Pot haver un problema de manca de llum si l'objectiu està molt diafragmat, però hi ha mecanismes d'enfocament amb diafragma a plena obertura.
A més, la càmera réflex, té un cos en el qual hi ha incorporat un obturador de pla focal. Això permet que l'objectiu de la càmera pugui ser intercanviable i amb un sol cos poguem disposar de gran quantitat d'òptiques de diferent distància focal.
El visor és amb pentaprisma i el sistema de mesurament de la llum va incorporat a la càmera i es realitza a través de les lents de l'objectiu (sistema TTL Arxivat 2016-11-27 a Wayback Machine.).
Característiques:
- Són màquines més voluminoses i disposen de força accessori, amb el qual normalment es fa necessari disposar d'una maleta que permeti desar-ho tot.
- Són força més delicades, per tant demanen un manteniment superior als altres dos tipus de càmeres.
- Disposen d'automatismes per realitzar fotos, però permeten molta més creativitat atès que qualsevol dels paràmetres que podem modificar per elaborar una fotografia és modificable.
- Els objectius són intercanviables.
- La mida del sensor és superior als altres dos tipus, el que proporciona fotos de qualitat molt superior.
- Per treure profit d'aquestes càmeres cal tenir coneixements de fotografia.
- Disposen d'un visor réflex, que ens mostra exactament el que estem enquadrant.

### Càmera réflex de pas universal (pel·lícula de 35 mm)
Les característiques principals d'aquesta càmera són:
- Cos rígid.
- Pel·lícula de 35 mil·límetres i format del negatiu de 24 x 36 mm.
- Obturador de pla focal.
- Objectius intercanviables amb montura de baioneta (en alguns models encara es fa servir de rosca).
- Sistema d'enfocament amb rosca helicoidal, controlable directament pel visor (amb el pentaprisma). En alguns models les pantalles d'enfocament són intercanviables.
- Porten un fotòmetre incorporat que efectua el mesurament a través de l'objectiu (sistema TTL).
- Admeten gran quantitat d'accessoris (segons el model). Motor per arrossegar la pel·lícula, filtres, visors intercanviables, etc.

Programes d'una càmera réflex:
- P: Automàtic programat
  - En la modalitat P, la càmera ajusta la velocitat d'obturació i l'obertura per obtenir una exposició òptima
- S: Automàtic amb prioritat a l'obturació
  - En la modalitat S, l'usuari selecciona la velocitat d'obturació i la càmera selecciona automàticament l'obertura amb la qual es produirà l'exposició òptima.
- A: Automàtic amb prioritat a l'obertura
  - En la modalitat A, l'usuari tria l'obertura i la càmera controla la velocitat d'obturador per a aconseguir una exposició òptima.
- M: Manual
  - En la modalitat M, el usuari controla la velocitat d'obturació i l'obertura. L'exposició correcta la tria l'usuari.

### Càmera réflex de format mig (pel·lícula de 120)
Té com a característiques principals:
- Un cos rígid normalment dividit en dues parts. El cos pròpiament dit i un respatller a on s'hi col·loca la pel·lícula. Això facilita el poder treballar amb diferents pel·lícules (color, blanc i negre, diferents sensibilitats...) i una sola càmera.
- La càmera de format mig utilitza pel·lícula de 120 però es poden obtenir, segons la càmera, els formats de 4,5 x 6 cm de 6 x 6 cm 6 x 7 cm i de 6 x 9 cm.
- L'obturador pot ser central o bé, en altres models, de pla focal.
- Objectius intercanviables amb montura de baioneta i, en alguns models, de rosca.
- L'enfocament es realitza per mitjà d'una rosca helicoidal a l'objectiu i es controla al visor situat sobre la càmera (pantalla de vidre esmerilat). Aquest tipus de visor té l'inconvenient que no corregeix la inversió de dreta a esquerra. Pot acoblar-s'hi, però un visor amb pentaprisma (alguns models ja el porten d'origen).
- Mesurament de la llum: normalment no porten fotòmetre incorporat. Tanmateix, a alguns models se'ls pot acoblar un visor de pentaprisma amb fotòmetre.

### Réflex de dos objectius

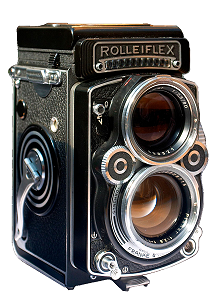
Càmera de dos objectius

Es fa servir especialment per a formats mitjans de pel·lícula com ara el 6x6. Per l'objectiu de sota entra la llum a la pel·lícula; la que entra pel de sobre es desviada cap a dalt per un mirall per proporcionar un còmode visionament cap a baix.
- És una càmera dividida en dos compartiments i equipada amb dos objectius.
- Al compartiment superior, que serveix per enquadrar i enfocar, hi ha un objectiu de la mateixa distància focal que el de la part inferior. Mitjançant un mirall col·locat a 45° la imatge arriba a una pantalla de vidre esmerilat situada en la part superior de la càmera.
- Al compartiment inferior s'hi troba l'objectiu (el que capta la imatge i la plasma a l'emulsió), equipat amb un diafragma i un obturador central.
- Aquest tipus de càmeres presenten el greu inconvenient de l'error de paral·lelatge que ja indicàvem al parlar de les càmeres compactes amb visor independent.
- El format del negatiu pot ser de 6x6, 6x7, 6x9.
- Característiques: el cos és rígid en alguns models i en d'altres amb "manxa".
- Objectius: dos objectius d'igual distància focal, un d'ells equipat amb obturador central i diafragma.
- Alguns models permeten el canvi d'òptica. En aquest cas es canvia tot el panell frontal (els dos objectius). En alguns models el canvi de distància focal ve donat per la superposició d'un sistema òptic davant de l'existent.
- L'enfocament es realitza desplaçant cap endavant el panell amb els objectius, per mitjà d'un sistema de cremallera.
- Normalment no porten fotòmetre. Alguns models, però, en porten un d'exterior, independent del sistema òptic.

## Càmera tècnica o de banc òptic
El seu disseny és una evolució directa i senzilla de les primeres càmeres de la història i fins i tot fan servir pel·lícula en plaques. El portaobjectius i el portaplaques estan units per un acordió negre i flexible. Tots dos poden lliscar independentment sobre una barra o banc òptic per aconseguir l'enfocament correcte i poden fer diferents moviments: rotació sobre l'eix vertical i l'horitzontal. Aquests moviments poden realitzar-se independentment en cadascun dels panells, característica que li dona unes possibilitats especials (úniques en aquest tipus de càmera) per controlar i modificar la imatge resultant (perceptiva, profunditat de camp, punt de vista, etc). En algunes càmeres especials també poden descentrar-se l'un respecte l'altre per tal d'aconseguir efectes extraordinaris.
És una càmera de format gran (pel·lícula de 6 x 9 cm i de 9 x 12 cm). El cos és metàl·lic i va proveït d'una manxa que l'uneix amb el panell frontal, lloc on està col·locat l'objectiu.
Els objectius són d'obturador central i intercanviables. El sistema d'enfocament es realitza per desplaçament del panell de l'objectiu (sobre unes guies) i es controla sobre un vidre esmerilat situat a la part posterior de la càmera, o en altres models per un visor independent col·locat en la part superior de la càmera.
Per les seves dimensions pot ser utilitzada a mà, però no és el model més indicat per realitzar cert tipus de fotografia ràpida.

## Altres
Existeixen altres càmeres que per les seves característiques es fan difícils de classificar i que la seva funció acostuma a ser per fotografies molt especialitzades o concretes.

### Càmera APS (réflex o compacta)
Funcionen amb cartutx i no cal remenar la pel·lícula, només cal obrir la tapa, introduir el rodet i tancar-la. Utilitzen pel·lícula de 35 mm tot i que es poden obtenir tres formats diferents. Entre ells el format panoràmic (tot i que la presa que fa la càmera no és panoràmica ni tampoc tenen res a veure amb les càmeres panoràmiques).

### Càmera Panoràmica
L'objectiu descriu una trajectòria circular d'aproximadament 180° i ens proporciona un negatiu de mida aproximadament tres vegades més gran que el normal (de pas universal) aquest negatiu el produeix sobre una pel·lícula de 35 mil·límetres. Proporciona una vista panoràmica, però sense la deformació que es produiria si fos feta amb un objectiu gran angular.

### Càmera Polaroide
La característica principal d'aquesta càmera és que ens proporciona imatge en positiu, quasi immediatament després de fer la fotografia (enfocament menys d'un minut).
Per mitjà d'un mirall que envia la imatge sobre la pel·lícula, es corregeix la inversió dreta-esquerra. L'objectiu incorpora un obturador central i tots els models van equipats amb fotòmetre.

### Càmera Evil[1]
Una càmera "EVIL" (acrònim anglès "d'Electronic Viewfinder with Interchangeable Lens") és una càmera fotogràfica digital d'objectius intercanviables amb visor electrònic i sense miralls. Altres noms que té habitualment són Micro o càmera de sistema "Digital Interchangeable Lens".
La diferència amb les "DSLR" és que no hi ha un visor de miralls per veure la imatge a fotografiar, en aquest model hi ha una pantalla com la de les càmeres compactes. En aquest tipus de càmera seguim tenint objectius intercanviables, reduint el volum i pes de la càmera, i mantenint el control manual.
I com a nota curiosa, dir que, la primera càmera important d'aquest tipus va ser la Olympus PEN E-P1 Arxivat 2016-11-27 a Wayback Machine., que va sortir al mercat en juny de 2009.

### Càmera Bridge[1]
Una càmera bridge és una càmera digital amb funcions avançades (modes manuals, control de format RAW), amb una lent de gran abast i versàtil, no intercanviable i un visor electrònic.
El nom ve de l'anglès "camera bridge" (que vol dir càmera pont en català), ja que les bridge es troben en un punt entre les càmeres compactes i les càmeres digitals DSLR categories d'equips entre les que es troben tant en termes de rendiment, mida i preu.
Tècnicament, les càmeres bridge incorporen sensors més petits, que les distingeix de les DSLR fet que les apropa a les càmeres compactes, inclòs el terme de qualitat fotogràfica, els sensors més petits estan més exposats al soroll digital, proporcional a la sensibilitat ISO que utilitzin.
Però aquests petits sensors, que per la seva naturalesa redueixen l'estrès de l'òptica, permeten el disseny de Zooms brillants d'alta amplitud - fins 30X -, donant a aquests aparells una gran versatilitat per al fotògraf aficionat en un format relativament compacte. No obstant, una càmera bridge en general no permet acoblar-li un altre objectiu, llevat que el fabricant hagi previst un anell adaptador.
Com a característiques principals té:
- Són una mica més grans que les compactes, tot i que la diferència no és significativa
- Disposen també dels automatismes de les compactes, però alhora permeten certa creativitat per jugar amb diferents paràmetres d'elaboració.
- Cos i objectius acostumen a ser un mateix element, tot i que alguns models tenen objectius intercanviables.
- Tenen visor, però és simbòlic, l'enquadrament es fa a través de la pantalla
- El sensor és una mica més gran que el de les compactes.